# The Challenge of Survival
The Challenge of Survival est une série de trois courts métrages d'animation éducatifs américains, sortis en août 1984 réalisés par les studios Disney.
- The Challenge of Survival: Chemicals
- The Challenge of Survival: Land
- The Challenge of Survival: Water

## Synopsis
The Challenge of Survival: Chemicals
Montre les méfaits de l'utilisation des pesticides chimiques.
The Challenge of Survival: Land
Montre des techniques conservatoires de labour, qui peuvent minimiser l'érosion des sols.
The Challenge of Survival: Water
Montre qu'une irrigation raisonnée réduit l'érosion et la pénurie d'eau.